# آلوچه سبلان
آلوچه سبلان یک روستا در ایران است که در سبلان واقع شده‌است. آلوچه سبلان ۱۲۱ نفر جمعیت دارد.